# Monika Ertl
Monika Ertl (Munique, Baviera, Alemanha; 7 de agosto de 1937 - El Alto, Bolívia; 12 de maio de 1973) foi uma guerrilheira alemã nascida numa família de classe burguesa, cujo pai foi um conhecido director de cinema do regime nazista. Na atualidade, ela é conhecida na Alemanha como "a vingadora de Che Guevara".

## Vida
Monika Ertl era filha de Hans Ertl, cinegrafista alemão da cineasta nazista Leni Riefenstahl. Em 1948, durante o período de desnazificação após o fim da Segunda Guerra Mundial, seu pai emigrou para a Bolívia. Em 1953 sua família o acompanhou no novo país. Os Ertl instalaram-se em uma granja na selva boliviana, onde mais tarde Hans fez seus últimos filmes.Apesar de sua pouca idade, dezesseis anos, Monika acompanhou seu pai nas expedições à selva. Monika trabalhou como assistente de câmera de seu pai em Hito-Hito (1958), um filme sobre uma tribo indígena em extinção e outros documentários.
Após um casamento frustrado  com um alemão-boliviano, no final dos 60 ingressou no ELN (Exército de Libertação Nacional) da Bolívia. No começo, desempenhava um papel mais passivo na luta revolucionária, e se destacou depois da morte de Che Guevara na fase de reconstrução do movimento. Se dedicou a ajudar os combatentes sobreviventes do movimento de Guevara contra o governo militar, procurando refúgios, especialmente aos irmãos Inti e Chato Peredo, que herdaram a direção do ELN. Graças a sua capacidade de organização, Ertl tornou-se, sob o codinome "Imilla", em uma das principais dirigentes da organização, que então buscava um lugar de treinamento para os guerrilheiros do ELN. Ertl solicitou usar a imensa granja de seu pai, mas este se negou, por suas poucas perspectivas de sucesso. Em 1970, o automóvel de Monika Ertl foi reconhecido como o carro de fuga no assalto a um banco para arrecadar fundos para o ELN.
Monika Ertl esteve envolvida no assassinato de Roberto Quintanilla Pérez, cônsul boliviano em Hamburgo, ainda que nunca se provou que Ertl fosse a autora do atentado. A pistola utilizada no assassinato pertencia à editora italiana de Giangiacomo Feltrinelli, que nesse momento estava na clandestinidade política.
A vítima, o coronel da polícia Toto Quintanilla, tinha sido assinalado pelo ELN como um dos principais responsáveis pela execução do Che Guevara. Seguindo a execução de Guevara, haveria decepado suas mãos, não se sabe se para sua identificação ou como troféu. Isto foi feito, de acordo com o depoimento de Chato Peredo em uma entrevista em 1988, por ordem de Quintanilla.
Em 1972, Ertl foi julgada junto com Régis Debray pela tentativa de sequestro do antigo chefe das SS em Lyon, Klaus Barbie, que vivia em Bolívia sob o falso nome de Klaus Altmann, empregado no Ministério do Interior da Bolívia. O plano era levar a Barbie até a França através do Chile para entregá-lo à justiça. A tentativa de sequestro fracassou.
Em 12 de maio de 1973, Ertl foi executada pelas forças de segurança bolivianas. Seu corpo não foi entregue a sua família. Seu pai afirmou numa entrevista televisiva que Monika foi torturada antes de morrer.

## Filmes
O documentário alemão "Procura-se: Monika Ertl" (1988, 16mm, 84 minutos) de Christian Baudissin, conta a vida da guerrilheira.

## Literatura
- Knigge, Jobst (2010): Feltrinelli. Sein Weg in dêem Terrorismus (‘Feltrinelli, seu caminho para o terrorismo’). Berlim: Universidade Humboldt, 2010.
- Schreiber, Jürgen: Sie starb wie Che Guevara. Die Geschichte der Monika Ertl (‘ela morreu como o Che Guevara, a história de Monika Ertl’). Düsseldorf: Artemis & Winkler, 2009 ISBN 978-3-538-07274-9.[7]
- Hasbún, Rodrigo (2016): Os afetos. Rio de Janeiro, Intrínseca.